# Großer Preis von Belgien 2023
Der Große Preis von Belgien 2023 (offiziell Formula 1 MSC Cruises Belgian Grand Prix 2023) fand am 30. Juli auf dem Circuit de Spa-Francorchamps in Spa statt und war das zwölfte Rennen der Formel-1-Weltmeisterschaft 2023.

## Bericht

### Hintergründe
Nach dem Großen Preis von Ungarn führte Max Verstappen in der Fahrerwertung mit 110 Punkten vor Sergio Pérez und mit 142 Punkten vor Fernando Alonso. In der Konstrukteurswertung führte Red Bull Racing mit 229 Punkten vor Mercedes und mit 268 Punkten vor Aston Martin. 
Pirelli stellte den Fahrern die Reifenmischungen C2 Hard (weiß), C3 Medium (gelb) und C4 Soft (rot) sowie Cinturato Intermediates (grün) und Cinturato Full-Wets (blau) für nasse Bedingungen zur Verfügung.
Im Rahmen des Grand Prix wurde der dritte Sprint der Saison ausgetragen. Der Terminplan sah den Samstag ausschließlich für das Sprintrennen (Shootout + Rennen) vor. Das Qualifying fand bereits am Freitag um 17:00 Uhr statt; das Rennen am Sonntag um 15.00 Uhr. 
Alfa Romeo trat mit einer Sonderlackierung zum Grand Prix an.
Lance Stroll (sieben), Daniel Ricciardo (sechs), Pierre Gasly (fünf), George Russell (vier), Yuki Tsunoda, Nico Hülkenberg (jeweils drei), Verstappen, Pérez, Carlos Sainz jr., Lando Norris, Alonso, Zhou Guanyu (jeweils zwei), Charles Leclerc, Alexander Albon und Kevin Magnussen (jeweils einer) gingen mit Strafpunkten ins Wochenende.
Mit Lewis Hamilton (viermal), Verstappen (zweimal), Ricciardo und Leclerc (jeweils einmal) traten vier ehemalige Sieger zu diesem Grand Prix an.
Als Rennkommissare für dieses Rennwochenende fungierten Tim Mayer (DEU), Mathieu Remmerie (BEL), Derek Warwick (GBR) und Loïc Bacquelaine (BEL).

### Training
Im ersten und einzigen freien Training war Sainz jr. mit einer Zeit von 2:03,207 Minuten der Schnellste vor Oscar Piastri und Norris.

### Qualifying
Das Qualifying bestand aus drei Teilen mit einer Nettolaufzeit von 45 Minuten. Im ersten Qualifying-Segment (Q1) hatten die Fahrer 18 Minuten Zeit, um sich für das Rennen zu qualifizieren. Alle Fahrer, die im ersten Abschnitt eine Zeit erzielten, die maximal 107 Prozent der schnellsten Rundenzeit betrug, qualifizierten sich für den Grand Prix. Die besten 15 Fahrer erreichten den nächsten Qualifikationsabschnitt. Leclerc war Schnellster. Beide Williams-Piloten, Zhou, Ricciardo und Hülkenberg schieden aus.
Der zweite Abschnitt (Q2) dauerte 15 Minuten. Die schnellsten zehn Piloten qualifizierten sich für den dritten Teil des Qualifyings. Piastri war Schnellster. Tsunoda, beide Alpine-Fahrer, Magnussen und Valtteri Bottas schieden aus.
Der letzte Abschnitt (Q3) ging über eine Zeit von zwölf Minuten, in denen die ersten zehn Startpositionen vergeben wurden. Verstappen sicherte sich mit einer Zeit von 1:46,168 Minuten die Pole-Position vor Leclerc und Pérez.

### Sprint-Shootout
Der Shootout für den Sprint fand am Samstagvormittag stand.
Der Shootout bestand wie schon das Qualifying aus drei Teilen mit einer Nettolaufzeit von 30 Minuten. Im ersten Segment hatten die Fahrer 12 Minuten Zeit, um sich für den Sprint zu qualifizieren. Die besten 15 Fahrer erreichten den nächsten Abschnitt. Verstappen war Schnellster. Tsunoda, die beiden Alfa-Romeo-Fahrer und beide Haas-Piloten schieden aus.
Der zweite Abschnitt dauerte 10 Minuten. Die schnellsten zehn Piloten qualifizierten sich für den letzten Teil des Shootouts. Verstappen war Schnellster. Ricciardo, beide Williams- und beide Aston Martin-Fahrer schieden aus.
Der letzte Abschnitt ging über eine Zeit von acht Minuten. Verstappen sicherte sich mit einer Zeit von 1:49,056 Minuten die Pole vor Piastri und Sainz jr. Albon, Logan Sargeant, Stroll und Alonso blieben ohne Zeit, da Stroll bei seiner Outlap auf nasser Fahrbahn mit seinen Slicks von der Strecke rutschte und so einen Abbruch herbeiführte.

### Sprintrennen
Das Sprintrennen sollte über 15 Runden gehen und um 17.00 Uhr starten. Aufgrund eines starken Regenschauers kurz vor Beginn des Starts wurde dieser von der Rennleitung nach hinten verschoben. Die Einführungsrunde startete um 17.35 Uhr hinter dem Safety-Car, alle Fahrer mussten mit den Full Wets fahren. Nach der fünften Runde wurde der Sprint freigegeben und die Rundenzahl reduzierte sich auf noch 11 Runden. Verstappen zog direkt weg, von jedem Team ging ein Fahrer umgehend an die Box und wechselte auf Intermediates. Nach der ersten Runde kamen dann die jeweiligen Teamkollegen ebenfalls zum Stopp. Verstappen konnte seine Führung behalten und gewann den Sprint vor Piastri und Gasly. Hamilton erhielt nach einer Kollision mit Pérez eine Fünf-Sekunden-Zeitstrafe und rutschte von Platz 4 auf Platz 7 ab.
Für Pérez war der Sprint aufgrund der Beschädigungen an seinem Fahrzeug daher nach 8 Runden beendet. Die beiden Ferrari-Piloten Sainz jr. und Leclerc profitierten davon und rückten auf die Plätze 4 und 5 vor. Norris sprang zudem auf Platz 6. Den letzten Punkt als Achter sicherte sich Russell. Sargeant erhielt wegen zu schnellem Fahren in der Boxengasse ebenfalls eine Fünf-Sekunden-Zeitstrafe und rutschte von Platz 14 auf Platz 16 ab.

### Rennen
Vor dem Rennen wurde am Auto von Hülkenberg, der sich als 20. qualifizierte, die fünfte Einheit für den Verbrennungsmotor, den Turbolader, die MGU-H und die MGU-K eingebaut, die dritte Einheit für die elektrische Steuerung und die sechste Einheit betrifft die Abgasanlage. Das fünfte Getriebe und das fünfte Getriebe wurden ebenfalls in das Auto eingebaut. Hülkenberg wurde um zehn Plätze in der Startaufstellung bestraft, da die beiden neu verbauten Komponenten die im technischen Reglement maximal nutzbare Anzahl übersteigen. Alle neu installierten Komponenten wurden während der Parc-fermé-Regelung ohne Zustimmung des technischen Delegierten des Verbandes ausgetauscht. Hülkenberg musste daher aus der Boxengasse starten.
Fast alle Fahrer entscheiden sich für den Start auf Soft-Reifen; nur die beiden McLaren, die beiden Aston Martin, Russell, Tsunoda und Hülkenberg verwenden die Mediums.
Da Verstappen eine Strafe von fünf Plätzen für einen Getriebewechsel erhielt, startete Leclerc von der Pole-Position aus. Leclerc konnte zunächst seine Führung gegenüber Pérez behaupten und bog als Führender in die erste Kurve ein. Dahinter fuhren Hamilton, Sainz jr. und Piastri zu Dritt in die Kurve und es kam zur Berührung zwischen Sainz jr. und Piastri in deren Folge Piastri seinen Wagen abstellen musste. Auch bei Sainz jr. waren die Beschädigungen am Fahrzeug zu groß, sodass auch er in der 22. Runde seinen Ferrari abstellen musste.
Am Ende der Kemmel-Geraden konnte Pérez dann Leclerc überholen und so die Führung übernehmen. In der sechsten Runde überholte Verstappen, welcher von Startplatz 6 ins Rennen ging, Hamilton für Platz drei und in der neunten Runde Leclerc für Platz zwei. Die beiden Red Bull-Piloten konnten sich in der Folge absetzen und blieben innerhalb von drei Sekunden zusammen. Pérez und Leclerc stoppen dann in der 14. Runde als Erste. Bei Pérez kam es allerdings zu einer leichten Verzögerung aufgrund einer defekten Radpistole. Verstappens schnellerer Boxenstopp in der nächsten Runde sorgte dafür, dass der Vorsprung von Pérez auf 1,5 Sekunden schrumpfte und Verstappen nun direkt an ihm dran war. In der 18. Runde überholte Verstappen dann seinen Teamkollegen und übernahm die Führung, die er für den Rest des Rennens behalten sollte.
In Runde 20 kam es zu einem kurzen Regenschauer, aber kein Fahrer kam wegen Intermediate-Reifen an die Box, obwohl Stroll seinen ersten Stint auf den Medium-Reifen beendete und auf Soft-Reifen wechselte. Bis zur 31. Runde waren alle Fahrer außer Russell,  Gasly und Stroll zweimal an der Box. In den verbleibenden Runden raste Ocon durch das Feld und überholte Tsunoda als Neunter und Stroll als Achter. Hamilton stoppte zum dritten Mal, während Alonso als Fünfter mehr als einen Boxenstopp entfernt war, wechselte auf neue Medium-Reifen und stahl Verstappen in der letzten Runde die schnellste Runde.
Verstappen gewann schlussendlich das Rennen vor Pérez und Leclerc. Für Verstappen war es der 45. Sieg in der Formel-1-Weltmeisterschaft. Red Bull konnte seinen Rekord mit dem dreizehnten Sieg in Folge ausbauen. Vierter wurde Hamilton, Fünfter Alonso. Russell beendete das Rennen auf Platz 6, Norris auf 7. Die restlichen Punkteplatzierungen belegten Ocon, Stroll und Tsunoda.
Sowohl in der Fahrer- als auch in der Konstrukteurswertung blieben die ersten drei Positionen unverändert.

## Meldeliste
| Team                                  | Nr. | Fahrer           | Chassis                           | Motor                             | Reifen |
| ------------------------------------- | --- | ---------------- | --------------------------------- | --------------------------------- | ------ |
| Oracle Red Bull Racing                | 01  | Max Verstappen   | Red Bull Racing RB19              | Honda RBPTH001                    | P      |
| Oracle Red Bull Racing                | 11  | Sergio Pérez     | Red Bull Racing RB19              | Honda RBPTH001                    | P      |
| Scuderia Ferrari                      | 16  | Charles Leclerc  | Ferrari SF-23                     | Ferrari 066/10                    | P      |
| Scuderia Ferrari                      | 55  | Carlos Sainz jr. | Ferrari SF-23                     | Ferrari 066/10                    | P      |
| Mercedes-AMG Petronas F1 Team         | 63  | George Russell   | Mercedes-AMG F1 W14 E Performance | Mercedes-AMG F1 M14 E Performance | P      |
| Mercedes-AMG Petronas F1 Team         | 44  | Lewis Hamilton   | Mercedes-AMG F1 W14 E Performance | Mercedes-AMG F1 M14 E Performance | P      |
| BWT Alpine F1 Team                    | 31  | Esteban Ocon     | Alpine A523                       | Renault E-Tech RE23               | P      |
| BWT Alpine F1 Team                    | 10  | Pierre Gasly     | Alpine A523                       | Renault E-Tech RE23               | P      |
| McLaren F1 Team                       | 81  | Oscar Piastri    | McLaren MCL60                     | Mercedes-AMG F1 M14 E Performance | P      |
| McLaren F1 Team                       | 04  | Lando Norris     | McLaren MCL60                     | Mercedes-AMG F1 M14 E Performance | P      |
| Alfa Romeo F1 Team Stake              | 77  | Valtteri Bottas  | Alfa Romeo C43                    | Ferrari 066/10                    | P      |
| Alfa Romeo F1 Team Stake              | 24  | Zhou Guanyu      | Alfa Romeo C43                    | Ferrari 066/10                    | P      |
| Aston Martin Aramco Cognizant F1 Team | 18  | Lance Stroll     | Aston Martin AMR23                | Mercedes-AMG F1 M14 E Performance | P      |
| Aston Martin Aramco Cognizant F1 Team | 14  | Fernando Alonso  | Aston Martin AMR23                | Mercedes-AMG F1 M14 E Performance | P      |
| MoneyGram Haas F1 Team                | 20  | Kevin Magnussen  | Haas VF-23                        | Ferrari 066/10                    | P      |
| MoneyGram Haas F1 Team                | 27  | Nico Hülkenberg  | Haas VF-23                        | Ferrari 066/10                    | P      |
| Scuderia AlphaTauri                   | 03  | Daniel Ricciardo | AlphaTauri AT04                   | Honda RBPTH001                    | P      |
| Scuderia AlphaTauri                   | 22  | Yuki Tsunoda     | AlphaTauri AT04                   | Honda RBPTH001                    | P      |
| Williams Racing                       | 23  | Alexander Albon  | Williams FW45                     | Mercedes-AMG F1 M14 E Performance | P      |
| Williams Racing                       | 02  | Logan Sargeant   | Williams FW45                     | Mercedes-AMG F1 M14 E Performance | P      |

## Klassifikationen

### Qualifying
| Pos.                                                                      | Fahrer           | Konstrukteur                 | Q1       | Q2       | Q3       | Renn- start |
| ------------------------------------------------------------------------- | ---------------- | ---------------------------- | -------- | -------- | -------- | ----------- |
| 01                                                                        | Max Verstappen   | Red Bull Racing-Honda RBPT   | 1:58,515 | 1:52,784 | 1:46,168 | 06          |
| 02                                                                        | Charles Leclerc  | Ferrari                      | 1:58,300 | 1:52,017 | 1:46,988 | 01          |
| 03                                                                        | Sergio Pérez     | Red Bull Racing-Honda RBPT   | 1:58,899 | 1:52,353 | 1:47,045 | 02          |
| 04                                                                        | Lewis Hamilton   | Mercedes                     | 1:58,563 | 1:52,345 | 1:47,087 | 03          |
| 05                                                                        | Carlos Sainz jr. | Ferrari                      | 1:58,688 | 1:51,711 | 1:47,152 | 04          |
| 06                                                                        | Oscar Piastri    | McLaren-Mercedes             | 1:58,872 | 1:51,534 | 1:47,365 | 05          |
| 07                                                                        | Lando Norris     | McLaren-Mercedes             | 1:59,981 | 1:52,252 | 1:47,669 | 07          |
| 08                                                                        | George Russell   | Mercedes                     | 1:59,035 | 1:52,605 | 1:47,805 | 08          |
| 09                                                                        | Fernando Alonso  | Aston Martin Aramco-Mercedes | 1:58,834 | 1:52,751 | 1:47,843 | 09          |
| 10                                                                        | Lance Stroll     | Aston Martin Aramco-Mercedes | 1:59,663 | 1:52,193 | 1:48,841 | 10          |
| 11                                                                        | Yuki Tsunoda     | AlphaTauri-Honda RBPT        | 1:59,044 | 1:53,148 | –        | 11          |
| 12                                                                        | Pierre Gasly     | Alpine-Renault               | 1:59,511 | 1:53,671 | –        | 12          |
| 13                                                                        | Kevin Magnussen  | Haas-Ferrari                 | 2:00,020 | 1:54,160 | –        | 16          |
| 14                                                                        | Valtteri Bottas  | Alfa Romeo-Ferrari           | 1:59,484 | 1:54,694 | –        | 13          |
| 15                                                                        | Esteban Ocon     | Alpine-Renault               | 1:59.634 | 1:56,372 | –        | 14          |
| 16                                                                        | Alexander Albon  | Williams-Mercedes            | 2:00.314 | –        | –        | 15          |
| 17                                                                        | Zhou Guanyu      | Alfa Romeo-Ferrari           | 2:00.832 | –        | –        | 17          |
| 18                                                                        | Logan Sargeant   | Williams-Mercedes            | 2:01.535 | –        | –        | 18          |
| 19                                                                        | Daniel Ricciardo | AlphaTauri-Honda RBPT        | 2:02.159 | –        | –        | 19          |
| 20                                                                        | Nico Hülkenberg  | Haas-Ferrari                 | 2:03.166 | –        | –        | Box         |
| 107-Prozent-Zeit: 2:06,581 min (bezogen auf Q1-Bestzeit von 1:58,300 min) |                  |                              |          |          |          |             |

Anmerkungen
1. ↑  Verstappen wurde aufgrund eines Getriebewechsels um fünf Startplätze nach hinten versetzt.
2. ↑  Magnussen wurde um drei Startplätze nach hinten versetzt, da er im Qualifying Leclerc behindert hat.
3. ↑  Hülkenberg musste aus der Boxengasse starten, da an seinem Fahrzeug unter Parc-fermé-Bedingungen gearbeitet wurde.

### Sprint-Shootout
| Pos.                                                                      | Fahrer           | Konstrukteur                 | Q1         | Q2         | Q3       | Sprint -Start |
| ------------------------------------------------------------------------- | ---------------- | ---------------------------- | ---------- | ---------- | -------- | ------------- |
| 01                                                                        | Max Verstappen   | Red Bull Racing-Honda RBPT   | 1:58,135   | 1:55,200   | 1:49,056 | 01            |
| 02                                                                        | Oscar Piastri    | McLaren-Mercedes             | 2:00,056   | 1:56,392   | 1:49,067 | 02            |
| 03                                                                        | Carlos Sainz jr. | Ferrari                      | 1:59,414   | 1:56,557   | 1:49,081 | 03            |
| 04                                                                        | Charles Leclerc  | Ferrari                      | 1:59,575   | 1:56,265   | 1:49,251 | 04            |
| 05                                                                        | Lando Norris     | McLaren-Mercedes             | 2:00,436   | 1:56,828   | 1:49,389 | 05            |
| 06                                                                        | Pierre Gasly     | Alpine-Renault               | 2:00,032   | 1:56,137   | 1:49,700 | 09            |
| 07                                                                        | Lewis Hamilton   | Mercedes                     | 1:58,939   | 1:55,823   | 1:49,900 | 06            |
| 08                                                                        | Sergio Pérez     | Red Bull Racing-Honda RBPT   | 1:59,362   | 1:55,878   | 1:49,961 | 07            |
| 09                                                                        | Esteban Ocon     | Alpine-Renault               | 1:59,884   | 1:57,051   | 1:50,494 | 08            |
| 10                                                                        | George Russell   | Mercedes                     | 2:00,475   | 1:57,393   | 1:55,742 | 10            |
| 11                                                                        | Daniel Ricciardo | AlphaTauri-Honda RBPT        | 2:00,177   | 1:57,687   | –        | 11            |
| 12                                                                        | Alexander Albon  | Williams-Mercedes            | 1:59,198   | keine Zeit | –        | 12            |
| 13                                                                        | Logan Sargeant   | Williams-Mercedes            | 2:00,031   | keine Zeit | –        | 13            |
| 14                                                                        | Lance Stroll     | Aston Martin Aramco-Mercedes | 2:00,460   | keine Zeit | –        | 14            |
| 15                                                                        | Fernando Alonso  | Aston Martin Aramco-Mercedes | 1:59,038   | keine Zeit | –        | 15            |
| 16                                                                        | Yuki Tsunoda     | AlphaTauri-Honda RBPT        | 2:00,568   | –          | –        | 16            |
| 17                                                                        | Valtteri Bottas  | Alfa Romeo-Ferrari           | 2:00,951   | –          | –        | 17            |
| 18                                                                        | Kevin Magnussen  | Haas-Ferrari                 | 2:01,079   | –          | –        | 18            |
| 19                                                                        | Zhou Guanyu      | Alfa Romeo-Ferrari           | 2:01,430   | –          | –        | 19            |
| 20                                                                        | Nico Hülkenberg  | Haas-Ferrari                 | keine Zeit | –          | –        | 20            |
| 107-Prozent-Zeit: 2:06,404 min (bezogen auf Q1-Bestzeit von 1:58,135 min) |                  |                              |            |            |          |               |

### Sprintrennen
| Pos. | Fahrer           | Konstrukteur                 | Runden | Stopps | Zeit      | Start |
| ---- | ---------------- | ---------------------------- | ------ | ------ | --------- | ----- |
| 01   | Max Verstappen   | Red Bull Racing-Honda RBPT   | 11     | 1      | 24:58,433 | 01    |
| 02   | Oscar Piastri    | McLaren-Mercedes             | 11     | 1      | + 6,677   | 02    |
| 03   | Pierre Gasly     | Alpine-Renault               | 11     | 1      | + 10,733  | 06    |
| 04   | Carlos Sainz jr. | Ferrari                      | 11     | 1      | + 12,648  | 03    |
| 05   | Charles Leclerc  | Ferrari                      | 11     | 1      | + 15,016  | 04    |
| 06   | Lando Norris     | McLaren-Mercedes             | 11     | 1      | + 16,052  | 05    |
| 07   | Lewis Hamilton   | Mercedes                     | 11     | 1      | + 16,757  | 07    |
| 08   | George Russell   | Mercedes                     | 11     | 1      | + 16,822  | 10    |
| 09   | Esteban Ocon     | Alpine-Renault               | 11     | 1      | + 22,410  | 09    |
| 10   | Daniel Ricciardo | AlphaTauri-Honda RBPT        | 11     | 1      | + 22,806  | 11    |
| 11   | Lance Stroll     | Aston Martin Aramco-Mercedes | 11     | 1      | + 25,007  | 14    |
| 12   | Alexander Albon  | Williams-Mercedes            | 11     | 1      | + 26,303  | 12    |
| 13   | Valtteri Bottas  | Alfa Romeo-Ferrari           | 11     | 1      | + 27,006  | 17    |
| 14   | Kevin Magnussen  | Haas-Ferrari                 | 11     | 1      | + 32,986  | 18    |
| 15   | Zhou Guanyu      | Alfa Romeo-Ferrari           | 11     | 1      | + 36,342  | 19    |
| 16   | Logan Sargeant   | Williams-Mercedes            | 11     | 1      | + 37,571  | 13    |
| 17   | Nico Hülkenberg  | Haas-Ferrari                 | 11     | 1      | + 37,827  | 20    |
| 18   | Yuki Tsunoda     | AlphaTauri-Honda RBPT        | 11     | 1      | + 39,267  | 16    |
| –    | Sergio Pérez     | Red Bull Racing-Honda RBPT   | 8      | 1      | DNF       | 08    |
| –    | Fernando Alonso  | Aston Martin Aramco-Mercedes | 2      | 1      | DNF       | 19    |

Anmerkungen
1. ↑  Hamilton erhielt aufgrund einer Kollision mit Pérez eine Zeitstrafe von 5 Sekunden. Er rutschte von Platz 4 auf Platz 7.
2. ↑  Sargeant erhielt aufgrund von zu schnellem Fahren in der Boxengasse eine Zeitstrafe von 5 Sekunden. Er rutschte von Platz 14 auf Platz 16.

### Rennen
| Pos.                                                              | Fahrer           | Konstrukteur                 | Runden | Stopps | Zeit        | Start | Schnellste Runde |
| ----------------------------------------------------------------- | ---------------- | ---------------------------- | ------ | ------ | ----------- | ----- | ---------------- |
| 01                                                                | Max Verstappen   | Red Bull Racing-Honda RBPT   | 44     | 2      | 1:22:30,450 | 06    | 1:48,922 (32.)   |
| 02                                                                | Sergio Pérez     | Red Bull Racing-Honda RBPT   | 44     | 2      | + 22,305    | 02    | 1:50,308 (31.)   |
| 03                                                                | Charles Leclerc  | Ferrari                      | 44     | 2      | + 32,259    | 01    | 1:50,436 (30.)   |
| 04                                                                | Lewis Hamilton   | Mercedes                     | 44     | 3      | + 49,671    | 03    | 1:47,305 (44.)   |
| 05                                                                | Fernando Alonso  | Aston Martin Aramco-Mercedes | 44     | 2      | + 56,184    | 09    | 1:50,938 (42.)   |
| 06                                                                | George Russell   | Mercedes                     | 44     | 1      | + 1:03,101  | 08    | 1:50,603 (25.)   |
| 07                                                                | Lando Norris     | McLaren-Mercedes             | 44     | 2      | + 1:13,719  | 07    | 1:51,682 (26.)   |
| 08                                                                | Esteban Ocon     | Alpine-Renault               | 44     | 2      | + 1:14,719  | 14    | 1:50,439 (27.)   |
| 09                                                                | Lance Stroll     | Aston Martin Aramco-Mercedes | 44     | 1      | + 1:19,340  | 10    | 1:51,297 (26.)   |
| 10                                                                | Yuki Tsunoda     | AlphaTauri-Honda RBPT        | 44     | 2      | + 1:20,221  | 11    | 1:51,394 (26.)   |
| 11                                                                | Pierre Gasly     | Alpine-Renault               | 44     | 1      | + 1:23,084  | 12    | 1:50,911 (25.)   |
| 12                                                                | Valtteri Bottas  | Alfa Romeo-Ferrari           | 44     | 2      | + 1:25,191  | 13    | 1:50,515 (26.)   |
| 13                                                                | Zhou Guanyu      | Alfa Romeo-Ferrari           | 44     | 2      | + 1:35,184  | 17    | 1:50,188 (27.)   |
| 14                                                                | Alexander Albon  | Williams-Mercedes            | 44     | 3      | + 1:36,184  | 15    | 1:49,841 (35.)   |
| 15                                                                | Kevin Magnussen  | Haas-Ferrari                 | 44     | 2      | + 1:41,754  | 16    | 1:50,993 (27.)   |
| 16                                                                | Daniel Ricciardo | AlphaTauri-Honda RBPT        | 44     | 2      | + 1:43,071  | 19    | 1:50,994 (25.)   |
| 17                                                                | Logan Sargeant   | Williams-Mercedes            | 44     | 3      | + 1:44,476  | 18    | 1:50,486 (37.)   |
| 18                                                                | Nico Hülkenberg  | Haas-Ferrari                 | 44     | 2      | + 1:50,450  | Box   | 1:49,907 (26.)   |
| –                                                                 | Carlos Sainz jr. | Ferrari                      | 23     | 1      | DNF         | 04    | 1:53,138 (09.)   |
| –                                                                 | Oscar Piastri    | McLaren-Mercedes             | 0      | 0      | DNF         | 05    | –                |
| Fahrer des Tages: Max Verstappen (15,5 % der abgegebenen Stimmen) |                  |                              |        |        |             |       |                  |

## WM-Stände nach dem Rennen
Die ersten acht des Sprintrennens bekamen 8, 7, 6, 5, 4, 3, 2 bzw. 1 Punkt(e). Die ersten zehn des Rennens bekamen 25, 18, 15, 12, 10, 8, 6, 4, 2 bzw. 1 Punkt(e). Zusätzlich wurde ein Punkt für die schnellste Rennrunde vergeben, wenn der betreffende Fahrer unter den ersten zehn ins Ziel kam.

### Fahrerwertung
| Pos. | Fahrer           | Konstrukteur                 | Punkte |
| ---- | ---------------- | ---------------------------- | ------ |
| 01   | Max Verstappen   | Red Bull Racing-Honda RBPT   | 314    |
| 02   | Sergio Pérez     | Red Bull Racing-Honda RBPT   | 189    |
| 03   | Fernando Alonso  | Aston Martin Aramco-Mercedes | 149    |
| 04   | Lewis Hamilton   | Mercedes                     | 148    |
| 05   | Charles Leclerc  | Ferrari                      | 99     |
| 06   | George Russell   | Mercedes                     | 99     |
| 07   | Carlos Sainz jr. | Ferrari                      | 87     |
| 08   | Lando Norris     | McLaren-Mercedes             | 69     |
| 09   | Lance Stroll     | Aston Martin Aramco-Mercedes | 47     |
| 10   | Esteban Ocon     | Alpine-Renault               | 35     |
| 11   | Oscar Piastri    | McLaren-Mercedes             | 34     |

| Pos. | Fahrer           | Konstrukteur          | Punkte |
| ---- | ---------------- | --------------------- | ------ |
| 12   | Pierre Gasly     | Alpine-Renault        | 16     |
| 13   | Alexander Albon  | Williams-Mercedes     | 11     |
| 14   | Nico Hülkenberg  | Haas-Ferrari          | 9      |
| 15   | Valtteri Bottas  | Alfa Romeo-Ferrari    | 5      |
| 16   | Zhou Guanyu      | Alfa Romeo-Ferrari    | 4      |
| 17   | Yuki Tsunoda     | AlphaTauri-Honda RBPT | 3      |
| 18   | Kevin Magnussen  | Haas-Ferrari          | 2      |
| 19   | Logan Sargeant   | Williams-Mercedes     | 0      |
| 20   | Nyck de Vries    | AlphaTauri-Honda RBPT | 0      |
| 21   | Daniel Ricciardo | AlphaTauri-Honda RBPT | 0      |

### Konstrukteurswertung
| Pos. | Konstrukteur                 | Punkte |
| ---- | ---------------------------- | ------ |
| 01   | Red Bull Racing-Honda RBPT   | 503    |
| 02   | Mercedes                     | 247    |
| 03   | Aston Martin Aramco-Mercedes | 196    |
| 04   | Ferrari                      | 191    |
| 05   | McLaren-Mercedes             | 103    |

| Pos. | Konstrukteur          | Punkte |
| ---- | --------------------- | ------ |
| 06   | Alpine-Renault        | 57     |
| 07   | Williams-Mercedes     | 11     |
| 08   | Haas-Ferrari          | 11     |
| 09   | Alfa Romeo-Ferrari    | 9      |
| 10   | AlphaTauri-Honda RBPT | 3      |